# Ragnarok Battle Offline
Ragnarok Battle Offline es un videojuego de beat 'em up creado por el desarrollador independiente japonés French-Bread en 2007 para Microsoft Windows. Es un homenaje y parodia a Ragnarok Online, MMORPG  creado por el desarrollador coreano Gravity Corporation. La banda sonora fue compuesta por Raito de Lisa-Rec. 
RBO impresionó tanto a Gravity Corporation que se lanzó una versión oficial fuera de Japón. Puesto a la venta como Ragnarok Battle, el juego fue distribuido en Indonesia, Taiwán, Tailandia y un paquete de lujo en Corea, el cual contenía su propio gamepad. Level Up! Games lanzó una versión inglesa de RBO disponible en las Filipinas. Sin embargo, este idioma está basado en la primera versión de RBO, el cual no incluye las expansiones lanzadas posteriormente por French-Bread. Existe también un parche de traducción no oficial en inglés y otro en español para la versión japonesa del juego.
Se han desarrollado tres expansiones, llamados Extra Scenarios. Íconos de mapas sin utilizar, tales como «Glast Heim» y «Clock Tower of Al de Baran» hacen sospechar sobre una continuación. Sin embargo, no se han hecho anuncios sobre otra expansión en más de dos años.   
Ragnarok Battle Offline tiene muy poco argumento, no obstante algunos personajes en el fondo del juego «hablan» a través de texto, a veces imitando la interacción de los NPC (Not Player Character) de Ragnarok Online.

## Jugabilidad
Aunque principalmente es un juego beat 'em up, RBO también contiene algumos elementos de juego de rol. El jugador crea un personaje de una de las seis clases básicas y una desbloqueable, asigna puntos a las estadísticas y habilidades del personaje, y luego entran a uno de los escenarios. Pueden jugar a la vez hasta tres personas usando el teclado, joysticks o gamepads.

## Clases
Se puede elegir un personaje de las siguientes jobs o clases:
- Acolyte. Los acólitos son personajes de soporte. Pueden no ser muy poderosos, pero sus habilidades de sanación y soporte son muy útiles en situaciones de grupo. Aunque lento al principio, su habilidad «Increase Agility» ('Aumento de Agilidad') puede acelerar la velocidad de movimiento y ataque de cualquier personaje, Su único ataque mágico es «Holy Light» ('Luz Santa'), el cual puede lanzarse con un movimiento especial, pero también pueden ganar movimientos especiales con los stats.

- Archer. Los arqueros usan arco y flechas como su arma principal, pero tienen una capacidad máxima de flechas junto a una habilidad para crear más flechas. Sus habilidades no consumen flechas, pero sí Soul Points (SP) o Puntos Espirituales, los que los arqueros tienden a carecer. Si agregan puntos a DEX ('destreza') para aumentar su poder en sus flechas, se vuelven débiles en enfrentamiento cuerpo a cuerpo. Los arqueros también reciben el movimiento especial «Backstep» ('Retroceder') para alejarse del combate cuerpo a cuerpo. Su habilidad «Charge Arrow» ('Flecha Cargada') es útil contra un gran grupo de enemigos, y su habilidad «Arrow Shower» ('Lluvia de Flechas') tiene cuatro formas, dependiendo del género del arquero como si el personaje lo activa en el suelo o aire. Si el arquero se une con un Mercader que tenga algún nivel de "Increase Weight Limit", la capacidad máxima de flechas aumenta de 50 a 80 flechas.

- Mage. Los magos confían en sus poderes mágicos para dañar a sus enemigos. Sus ataques normales son lentos y débiles, pero la fuerza de sus ataques mágicos los compensa. Algunos conjuros son muy difíciles de apuntar, pero son inigualables en su daño por segundo. Sus escasos puntos de vida (HP) se compensan con dos hechizos defensivos: "Energy Coat"" y "Safety Wall", además de una tercera habilidad "Fire Wall" que impide a los enemigos avanzar mientras les causa daño.

- Merchant. Los mercaderes tienen poderes únicos, sus habilidades normales les permiten asaltar a los monstruos o generar dinero de los ataques enemigos. Las monedas pueden usarse para sus otras habilidades. Son lentos, pero con un gran poder de fuego. Confían en sus fuertes ataques para salir victoriosos. El uso de su habilidad más poderoso, "Mammonite", está limitado por su lenta velocidad y alto costo monetario.

- Swordman. Los espadachines son luchadores de corto y mediano alcance con habilidades tales como "Endure" ("Soportar") y "Moving HP Recovery" ('Recuperación de HP Móvil') que los ayudan a resistir. Son balanceados en términos de poder y velocidad. Pueden hacer veloces combos aunque no son tan rápidos como los ladrones. También tienen fuertes habilidades de ataque como "Bash" y "Magnum Break", esta última es la mejor habilidad física masiva del juego.

- Thief. Los ladrones confían en su velocidad y evasión para luchar. No son tan fuertes como otros personajes en la fuerza de sus ataques, pero son capaces de realizar rápidos combos y cadenas de movimientos especiales. Sus habilidades y movimientos especiales se especializan en efectos de estado ("Envenom", "Throw Sand") y evandiendo ataques ("Hiding", "Improve Dodge"). Su habilidad Steal y Envenom para personajes masculinos y femeninos respectivamente pueden combinarse con "Hiding" para incrementar enormemente el daño.

- Novice. El novato es una clase oculta obtenida completando el juego con cada una de las otras seis clases. Son los personajes más lentos y son extremadamente débiles. Al alcanzar ciertas estadísticas requeridas, los novatos cobran poderosos ataques, los cuales consumen tanto SP como HP para realizarse.

Cada clase tiene una versión masculina y femenina, las cuales tienen ataques ligeramente diferentes. Los personajes varones tienden a ser más fuertes y tener más HP, mientras que las mujeres tienden a tener movimientos de soporte y más SP. Por ejemplo, solo las ladronas tienen la técnica "Ninja Rope" air dash, a diferencia del air dash regular de los varones. Además solo la versión femenina de los acólitos pueden aprender el poderoso "Luna Buster Lariat".

## Stats
Los stats, son los atributos que se le pueden dar a cada personaje y juegan un importante papel en el juego. Los stats de RBO son un poco diferentes a los de Ragnarok Online. Otra función de estos atributos es que cada clase tiene movimientos con requerimientos de stat. Los requerimientos pueden ser alcanzados antes de que el personaje obtenga el movimiento.
- Streng (STR). La fuerza incrementa el daño físico máximo que los personajes pueden ocasionar con ataques y combos físicos básicos. Con 30 STR , un personaje pueden hacer el doble de daño que con 1 STR. La fuerza juega un importante papel en las clases de Swordman y Mercant. También ayuda a los Acolytes a usar movimientos especial y ataques normales como su principal defensa, además de permitir a los ladrones hacer mayor daño por golpe. Sin embargo, el daño por flecha no es afectado por el STR.

- Agility (AGI). La agilidad incrementa la evasión y velocidad del personaje, incluyendo la rapidez de conjuro para los magos y acólitos (a diferencia de Ragnarok Online, en el cual DEX determinaba la rapidez de conjuro). Muchos clases requieren de 10 a 20 AGI para obtener un combo con el botón A. AGI es un estado importante para los magos debido a su bajo HP, no obstante, también es útil para los novatos y mercaderes, ya que son las clases más lentas del juego.

- Vitality (VIT). La vitalidad incrementa los puntos de vida del personaje, su defensa contra daño físico, resistencia contra alteraciones de estado como Poison, y golpe aturdidor. Los espadachines tienes habilidades que son aumentadas por VIT, como HP Recovery, Endure y Moving HP Recovery. Este stat es útil para cualquier personaje que reciba daño.

- Intelligence (INT). La inteligencia aumenta el SP máximo, el daño ocasionados por hechizos de los magos y acolitos y defensa mágica. Además, cada 16 puntos de INT aumenta la fuerza del hechizo Heal del acólito. INT también afecta la velocidad con que el SP se recupera, lo que resulta útil para cualquier clase que quiera conjurar habilidades tan a menudo como sea posible.

- Dexterity (DEX). La destreza aumenta el daño mínimo hecho por el personaje. Para arqueros, DEX también determina el daño máximo ocasiona por sus ataques de flecha. Por cada 10 puntos de DEX, el personaje también puede unir otro ataque duro a su combo.

- Luck (LUK). La suerte aumenta el índice de golpes críticos en 2 % por cada 3 LUK. El manual del juego dice también que LUK sube "lucky", lo cual es una abreviación de "lucky dodge", como la de Ragnarok Online. Con la excepción de las mercaderes femeninas, quienes necesitan 10 LUK para ganar un movimiento en cadena con el botón